# Jomei
Cesarz Jomei (jap. 舒明天皇 Jomei tennō; ur. 593, zm. 17 listopada 641) — 34. cesarz Japonii,  według tradycyjnego porządku dziedziczenia.
Przed wstąpieniem na tron nosił imię książę Tamura (jap. 田村親王 Tamura-shinnō)
Wskazany przez cesarzową Suiko na łożu śmierci na cesarza.
Jomei panował w latach 629–641.
Toczona była wojna domowa o sukcesję po Suiko z księciem Shōtoku (którego Suiko również wskazała). Żonaty z Takarą (Kōgyoku)
mieli trójkę dzieci: księcia Naka-no-Ōe (późniejszego cesarza Tenji), księcia Oama (późniejszego cesarza Tenmu) i księżniczkę Hashihito.
Mauzoleum cesarza Jomei znajduje się w Sakurai, w prefekturze Nara. Nazywa się ono Osaka-no-uchi no misasagi.